# Łożkina (obwód czelabiński)
Łożkina (ros. Ложкина) – wieś (dieriewnia) w Rosji, w obwodzie czelabińskim, w rejonie wierchnieuralskim. W 2010 liczyła 307 mieszkańców.